# Lectoure
Lectoure (gaskonsko Leitora) je zdraviliško naselje in občina v južnem francoskem departmaju Gers regije Jug-Pireneji. Leta 2008 je naselje imelo 3.746 prebivalcev.

## Geografija
Naselje leži v pokrajini Gaskonji ob reki Gers, 35 km severno od Aucha.

## Uprava
Lectoure je sedež istoimenskega kantona, v katerega so poleg njegove vključene še občine Berrac, Castéra-Lectourois, Lagarde, Larroque-Engalin, Marsolan, Mas-d'Auvignon, Pergain-Taillac, Pouy-Roquelaure, Saint-Avit-Frandat, Saint-Martin-de-Goyne, Saint-Mézard in Terraube s 6.269 prebivalci.
Kanton Lectoure je sestavni del okrožja Condom.

## Zanimivosti
Lectoure je na seznamu francoskih umetnostno-zgodovinskih mest.
- katedrala sv. Gervazija in Protazija iz 12. do 18. stoletja, zgrajena v pretežno gotskem slogu na mestu nekdanjega galo-rimskega templa Kibele,
- nekdanja škofijska palača, danes mestna hiša hôtel de ville, zgrajena v letih 1676-82,
- župnijska cerkev sv. Duha, ostanek nekdanjega karmeličanskega samostana,
- muzej Eugène-Camoreyt.

## Osebnosti
- Antoine de Roquelaure (1544-1622), državnik, maršal Francije
- Jean Lannes (1769-1809), general, maršal Francije.

## Pobratena mesta
- Saint-Louis (Haut-Rhin, Alzacija);